# 圣方济各堂 (阿讷西)

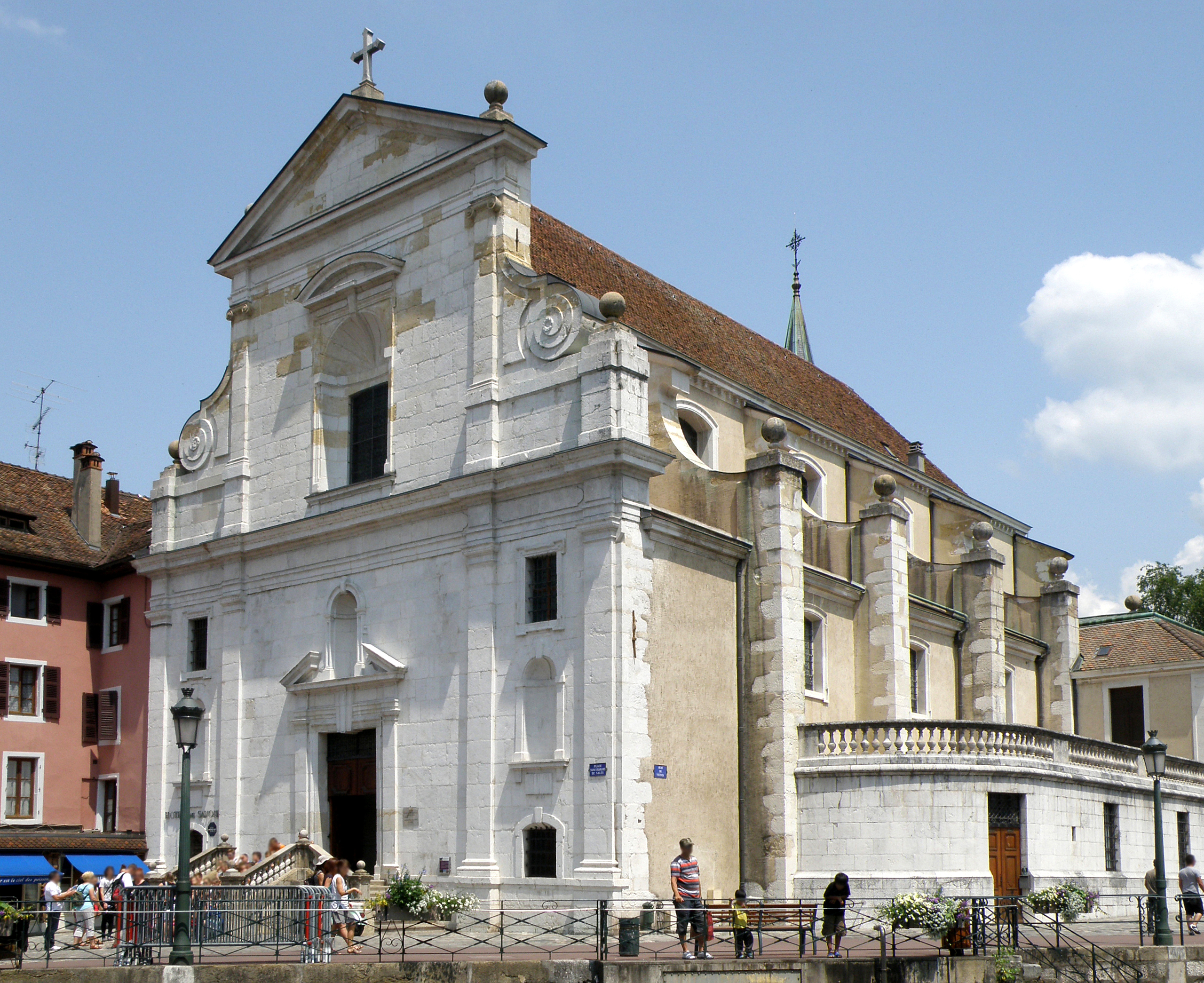

圣方济各堂（Église Saint-François）又名意大利教堂（église des Italiens），是一座罗马天主教教堂，位于法国奥弗涅-罗讷-阿尔卑斯大区上萨瓦省省会阿讷西老城区，面对岛宫（Palais de l'Isle）。

## 历史
这座教堂建于1642年，为巴洛克风格.
法国大革命期间，教堂被改造成工厂。1923年恢复礼拜，2003年修复

## 描述
立面的灵感来自罗马的耶稣堂.

## 保护
1952年，该建筑列为法国历史遗迹。